# スモール・ワンダー
『スモール・ワンダー』（英: Small Wonder）は、1985年から1989年にかけてアメリカで放送された、SFシットコムである。低予算で作られた。

## 内容
ロボット技術者兼発明家テッド・ローソンは障害者をアシストするために子供型アンドロイド・ビッキーを発明した。そのためには人間に最も近い言動・表情などが必要とされ、テッドがビッキーを家庭環境下に人間に最も近いアンドロイドと成長するようにローソン一家に連れて、生活を共にした。
テッドはビッキーが人間に最も近いアンドロイドになるまで絶対に正体を明かさないが、隣のブリンドル一家のお節介などビッキーの正体がばれてしまうそう様々な日常生活の危険を乗り越えて、ビッキーも次第に人間に近くように成長していく。

## 登場人物
ビッキー（Vicki）：Tiffany Brissette
テッドの発明であるアンドロイド少女。名前の由来は発明の略称「VICI（Voice Input Child Identicant：音声入力式人造子供）」から。多数人力の強さを持ち、動くスピードも早い。右脇には電源コンセント、左脇にはシリアルポート、背中にはコントロールパネルがある。他には体を自在に伸縮でき、体内の電気や熱を必要に応じた状況に転用できる。
アンドロイドであるため物覚えがよくて、あらゆる声を完璧に真似できるが、感情がなく、トーンなしで話し（他人の言葉を真似する場合のみトーンあり）、命令を文字通りに従い、しばしば空気を読まずに行動・発言する。
飲食については当初無用だが、後に正体がばれないように人間の食品や飲料を飲食可能に改良された。夜になるとタンスの中で休息につくため、これがローソン一家は児童虐待すると誤解される原因でもあった。
テッド・ローソン（Ted Lawson）：Dick Christie
ロボット技術会社「ユナイテッド・ロボットロニックス（United Robotronics）」のロボット技術者。発明家でもあり、ビッキーの生みの親であるが、ビッキーを機械でしか扱えない。
ジョーン・ローソン（Joan Lawson）：Marla Pennington
テッドの妻。夫と違ってビッキーを本当の人間のように扱い、自分の娘のように愛している。
専業主婦だが、セールスパーソンをした事もあった（劇中で確認できるのは洋服、不動産1回ずつ）。また、教育学士号を持ち、この学位を生かしてビッキーの（法律上の）家庭教師やジェイミーの学校の代理教師（歴史担当だが、たまには文学・保健を教える）としても務めた。
ジェイミー・ローソン（Jamie Lawson）：Jerry Supiran
テッドとジョーンの一人息子。しばしば私事（自分のかわりに宿題をやる、男の子に変装して自分と共に学校の野球チームに参加するなど）のためにビッキーの能力を利用した。
ハリエット・ブリンドル（Harriet Brindle）：Emily Schulmann
ローソン一家のお隣・ブリンドル一家の一人娘。お節介好きで、ジェイミーをしつこく絡みつく。
ブランドン・ブリンドル（Brandon Brindle）：William Bogert
ハリエットの父。テッドとはお隣だけではなく、社友（後に上司に昇進）でもある。
ボニー・ブリンドル（Bonnie Brindle）：Edie McClurg
ハリエットの母で、ブランドンの妻。頻繁にローソン一家から物を借り、否定する時に複数回「No」を言う癖を持つ。